# Un novio para Yasmina
Pour plus de détails, voir Fiche technique et Distribution.
Un novio para Yasmina est un film espagnol réalisé en 2008 par Irene Cardona.

## Synopsis
Lola adore les mariages, mais son couple est en crise et elle suspecte Jorge, son mari, d’être tombé amoureux de Yasmina. Yasmina est pressée d’épouser Javi, un policier municipal qui préfère prendre son temps. Alfredo est contre le mariage, mais serait prêt à se marier par amitié… ou pour de l’argent. Le film est une fable estivale sur les mariages arrangés, l’engagement social et la vie de couple.

## Fiche technique
- Titre : Un novio para Yasmina
- Réalisation : Irene Cardona
- Scénario : Irene Cardona et Núria Villazán
- Musique : Óscar López Plaza
- Photographie : Ernesto Herrera
- Montage : Jorge Berzosa
- Production : Francisco Espada et Jamal Souissi
- Société de production : Tangerine Cinema Services et Tragaluz Estudio de Artes Escénicas
- Pays :  Espagne et  Maroc
- Genre : Comédie romantique
- Durée : 92 minutes
- Dates de sortie : 
  - Espagne : 11 juillet 2008

## Distribution
- Sanâa Alaoui : Yasmina
- Oscar Alonso : Cuñado
- María Luisa Borruel : Lola
- Alexandra Fran : Agnieszka
- José Luis García Pérez : Alfredo
- Cándido Gómez : Camarero
- Olga Lozano : Concejala
- José Antonio Lucía : Javi
- Hicham Malayo : Abdel
- Juana Muñoz : la mère de Javi
- Francisco Olmo : Jorge
- Souad Sani Hdidi : Nora
- Fulgencio Valares : le frère de Javi

## Récompenses
- Festival de cine español (Málaga, 2008)
- Nommé au prix Goya du meilleur nouveau réalisateur[1]